# Century Child
Century Child è il quarto album del gruppo musicale finlandese Nightwish, pubblicato nel 2002 dalla Spinefarm Records. L'album ha venduto oltre 80 000 copie solo in Finlandia ed è stato certificato doppio disco di platino obiettivo che ha quasi raggiunto già alla fine del primo anno con 59 000 copie.

## Descrizione
Century Child è descritto su AllMusic come un album power metal con influenze sinfoniche e pop; SpazioRock incasella l'album nel genere symphonic metal. In questo album fa il suo debutto Marco Hietala in sostituzione di Sami Vänskä. La nona canzone, The Phantom of the Opera è la cover di un brano di Andrew Lloyd Webber tratto dall'omonimo musical. Tra tutte le canzoni presenti nell'album, Ocean Soul, come dichiarato più volte da Tuomas Holopainen, leader e principale compositore dei brani della band, non sarà mai eseguita in versione live. Da Century Child sono stati estratti due singoli: Ever Dream e Bless The Child; di quest'ultima è stato anche girato un video.

## Tracce
Testi e musiche di Tuomas Holopainen, eccetto dove indicato.
1. Bless The Child – 6:12
2. End Of All Hope – 3:55
3. Dead To The World – 4:19
4. Ever Dream – 4:43
5. Slaying The Dreamer – 4:31 (musica: Tuomas Holopainen, Emppu Vuorinen)
6. Forever Yours – 3:50
7. Ocean Soul – 4:14
8. Feel For You – 3:55
9. The Phantom of the Opera – 4:10 (testo: Charles Hart, Richard Stilgoe – musica: Andrew Lloyd Webber)
10. Beauty Of The Beast – 10:21 (musica: Tuomas Holopainen, Emppu Vuorinen, Marco Hietala)

Limited Edition
1. Lagoon – 3:47
2. The Wayfarer – 3:25

## Formazione
- Tarja Turunen – voce femminile
- Erno "Emppu" Vuorinen – chitarra
- Tuomas Holopainen – pianoforte, tastiera
- Marco Hietala – basso; voce maschile in Dead to the World, Slaying the Dreamer, Feel for You e The Phantom of the Opera; cori in Ever Dream e Beauty of the Beast
- Jukka Nevalainen – batteria, percussioni

### Altri musicisti
- Sam Hardwick – parlato in Bless the Child e Beauty of the Beast
- Kristiina Ilmonen – tin whistle
- Mongo Aaltonen – percussioni
- St. Thomas chorus – cori